# 물귀신
물귀신은 물에서 죽은 자의 영혼이다. 물에서 죽은 자 모두가 물귀신이 되는게 아니고 아주 미미한 확률로 물에서 죽은 일부 영혼들이 물귀신이 된다. 물귀신은 주로 물의 수심이 깊은 곳에 출몰한다. 자주 출몰하는 곳은 호수, 강, 부표없는 바닷가 등이다.

## 특징
한번 잡은 사람은 절대 놓치지 않고 물 속으로 끌어들여 반드시 죽인다. 물귀신으로 인해 죽은 사람들 중 몇  물귀신이 된다. 목소리로 사람을 홀리는 능력을 가지고 있다.

## 물귀신이 등장한 작품
- 신비아파트 - 벽수귀

(물탱크에서놀다가물탱크에빠져죽은쌍둥이귀신)

## 같이 보기
- 손말명
- 멍멍이귀신
- 박살난휴대폰
- 곰보버섯
- 달걀후라이드 치킨
- 걸귀
- 측신